# 加古川市立西神吉小学校

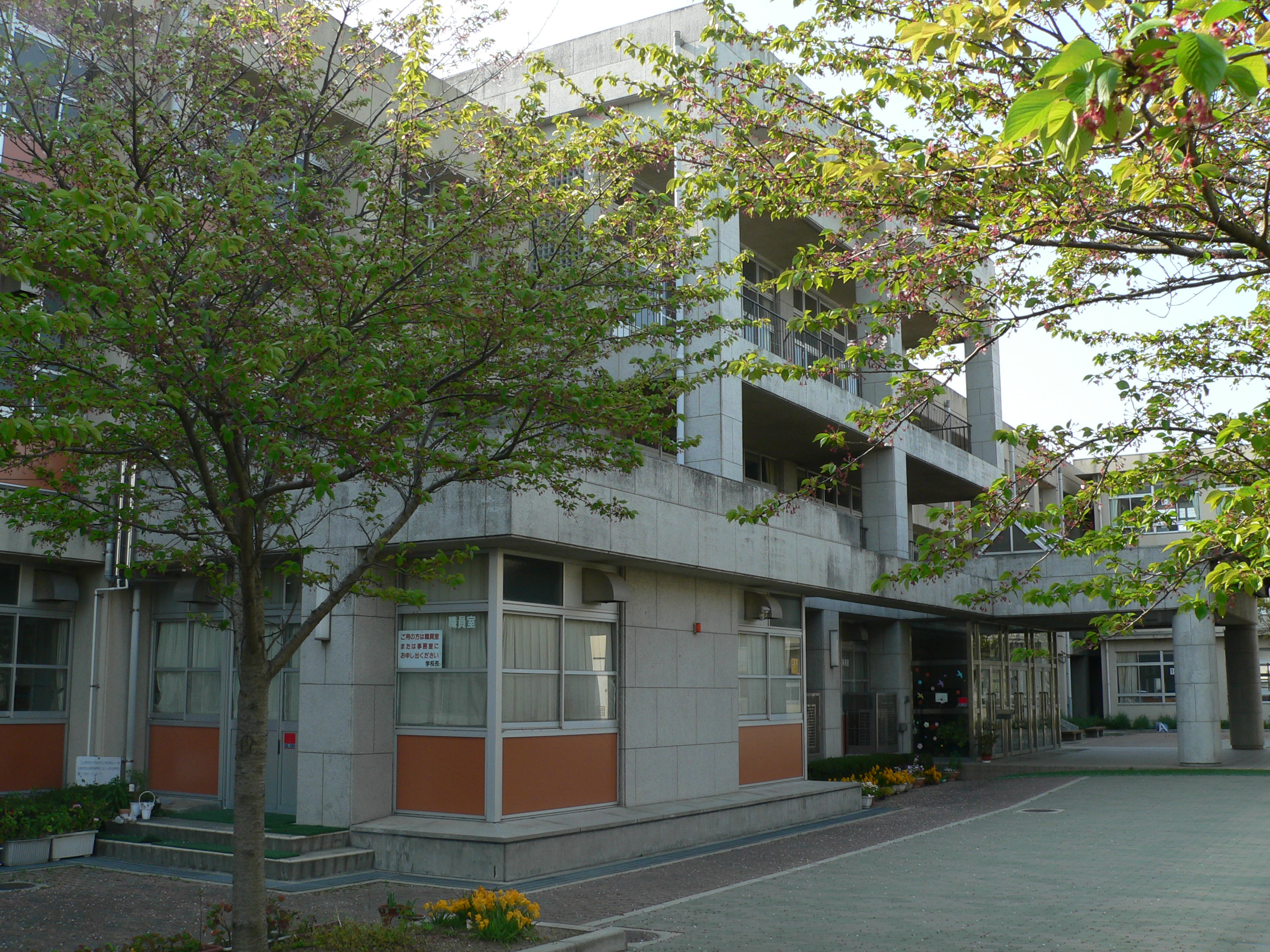
西神吉小学校の校舎

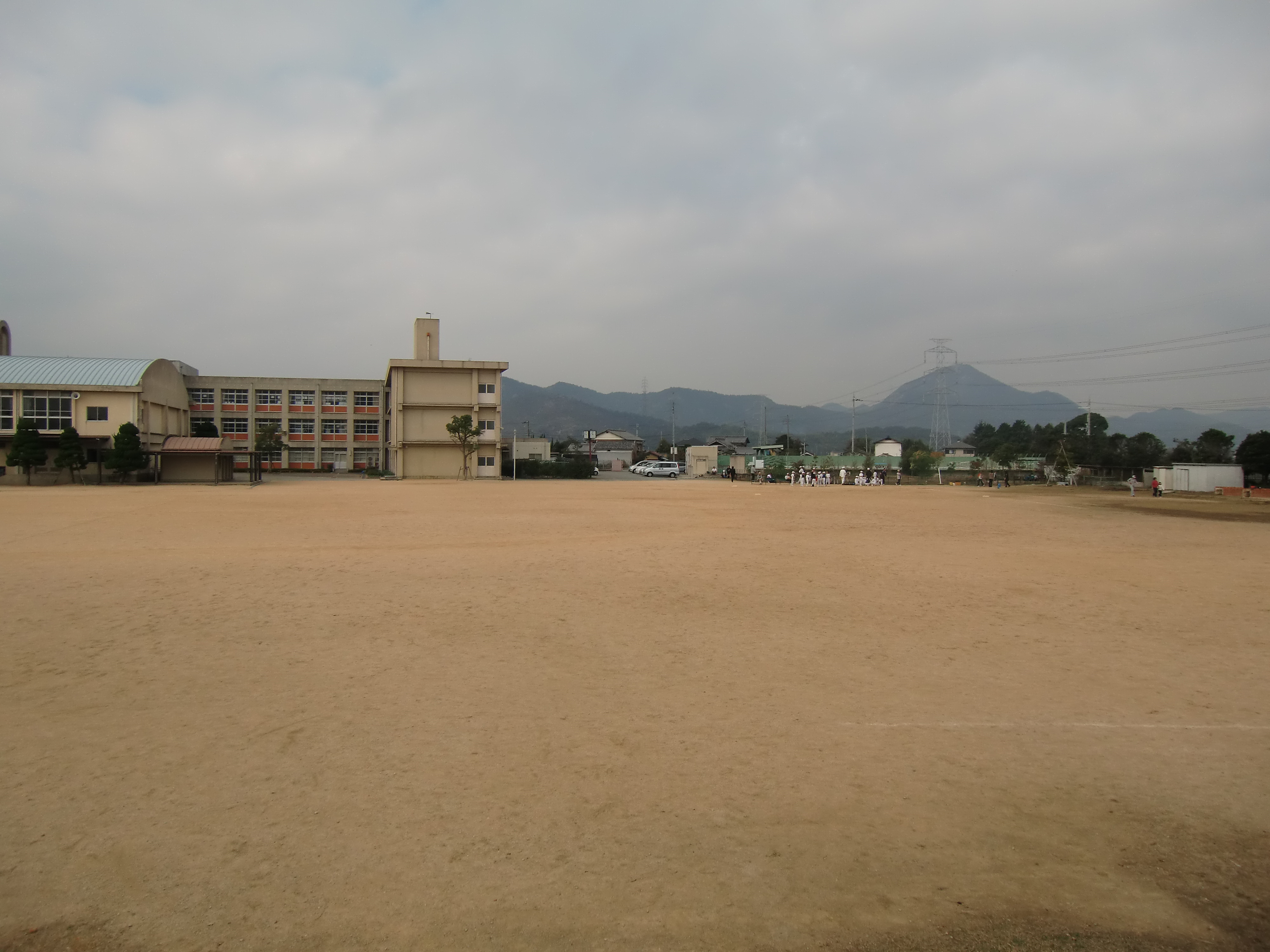
西神吉小学校のグラウンド

加古川市立西神吉小学校（かこがわしりつ にしかんきしょうがっこう）は、兵庫県加古川市西神吉町西村にある公立小学校。略称は西小（にししょう）

## 沿革
- 1904年（明治37年）4月 - 西神吉村立西神吉尋常小学校開校。
- 1909年（明治42年）4月 - 西神吉村立尋常高等小学校と改称。
- 1924年（大正13年）4月 - 西神吉幼稚園併設、農業補習学校女子部設置。
- 1941年（昭和16年）4月 - 国民学校令により西神吉村立西神吉国民学校と改称。
- 1947年（昭和22年）4月 - 学制改革により西神吉村立西神吉小学校と改称(6・3制施行)。
- 1949年（昭和24年）10月 - 校歌制定。
- 1956年（昭和31年）10月 - 町村合併により加古川市立西神吉小学校と改称。
- 1984年（昭和59年）3月 - 創立80周年記念式典挙行
- 2004年（平成16年）3月 - 創立100周年記念式典挙行
- 2014年（平和26年）3月 - 創立 110周年記念式典挙行
- 2024年（令和6年）　3月 - 創立120周年記念式典挙行　　　　　　　　　　　　　　　・

## 通学区域
- 西神吉町辻、西神吉町岸（川西小学校校区を除く）[1]、西神吉町大国、西神吉町西村、西神吉町中西、西神吉町宮前、西神吉町鼎（かなえ）

※なお、西神吉小学校では宮前と鼎は地区名が分かれる。
- 宮前・東山・宮前
- 鼎・長慶・清水・富木

## 学区内の建物
- 加古川総合運動公園〔加古川陸上競技場〕〔加古川総合体育館〕（西神吉町鼎）[2]
- 神吉八幡宮上宮・下宮（上宮は西神吉町宮前・下宮は西神吉町大国）[2][3]
- 正岸寺〔旧蘆屋道満宅〕（西神吉町岸）
- 中西廃寺（西神吉町中西）[2][4]
- 真福寺〔三島由紀夫の祖父・平岡定太郎の菩提寺[5]。〕（西神吉町宮前）
- 宮山古墳群（西神吉町宮前）[2]
- 常福寺（西神吉町大国）
- 八王子神社（西神吉町西村）

## レインボー80

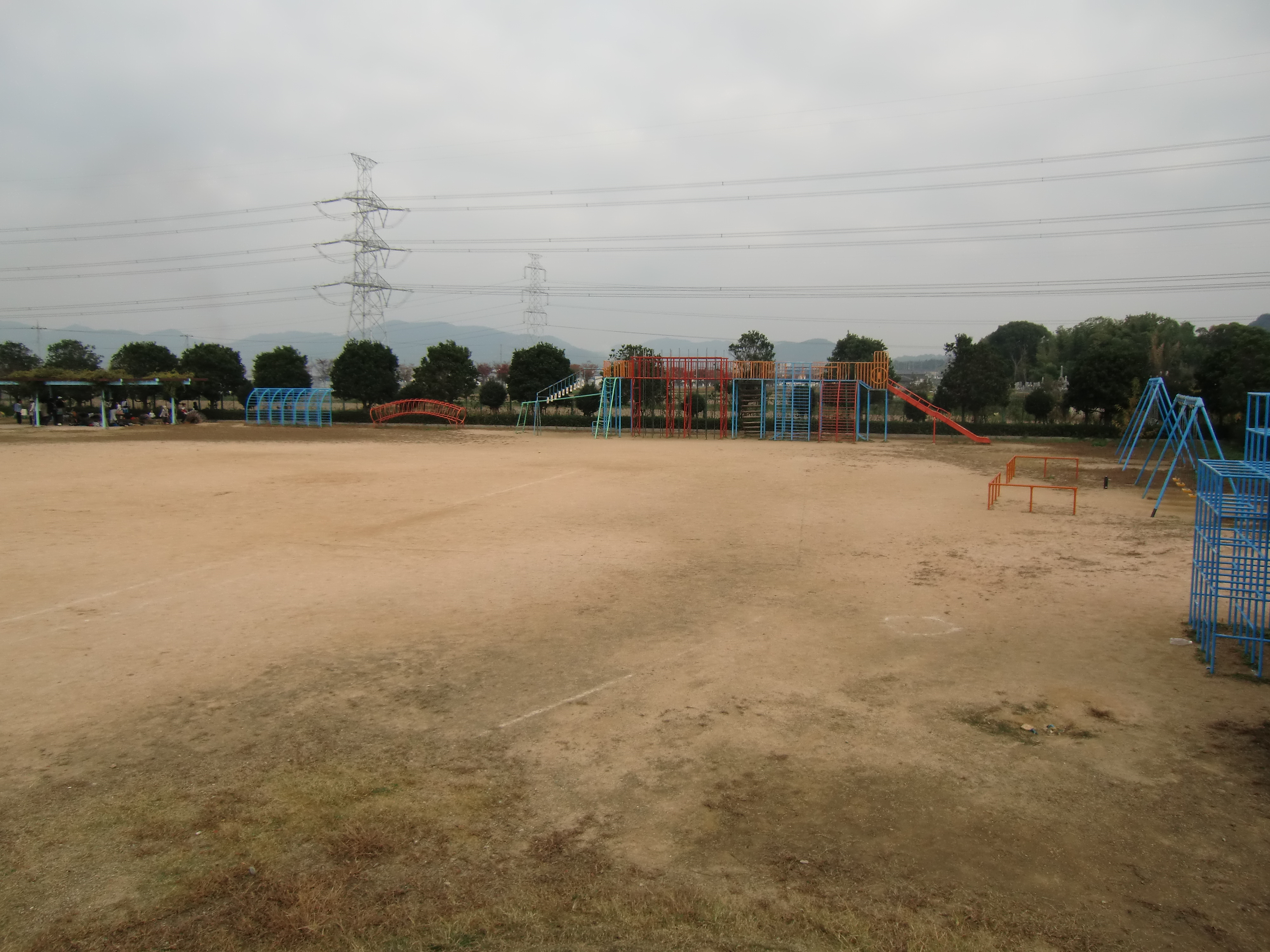
西神吉小学校の遊具・右に見える大きな遊具がレインボー80

レインボー80とは、1984年（昭和59年）3月に、本校の創立80周年記念として地域の有志から寄贈された総合遊具の名称である。
滑り台、雲梯、登り棒など、7種類の遊具が複合。「レインボー」の名の通り虹の7色に塗られ、全長は約24m。
建設された当時から児童たちに親しまれてきたが、老朽化が進み度重なる補修工事も追い付かなくなってしまったため、2012年（平成24年）に撤去される事となり、同年1月25日には、レインボー80のお別れ会が開催された。現在は登り棒と滑り台に置き換えられていて、面影が見える

## 主な進学先中学校
全域が加古川市立神吉中学校の校区である。

## 通学区域が隣接している学校
- 加古川市立川西小学校
- 加古川市立東神吉南小学校
- 加古川市立東神吉小学校
- 加古川市立志方小学校
- 加古川市立志方西小学校
- 高砂市立阿弥陀小学校
- 高砂市立米田西小学校